# Favole del tramonto
(Fedro, Fabulae, III, prologus, vv.33-37)
Favole del tramonto è un'opera di Andrea Camilleri pubblicata nell'anno 2000 dalle Edizioni dell'Altana. Il libro contiene una serie di illustrazioni di Angelo Canevari non attinenti propriamente al testo ma che si aggiungono autonomamente ad esso con una mera funzione di abbellimento estetico.

## Trama
Racconta Camilleri che, benché ormai felicemente nonno, ha cominciato a scrivere favole, non per i suoi nipoti, ma in seguito ad una richiesta di una cooperativa di carcerati ed ex detenuti per i quali compose una prima favola: "La magarìa".
«...In un certo senso ci pigliai gusto e così, di tanto in tanto, mi capita di comporne qualcuna. Perché il titolo Favole del tramonto? È un titolo in qualche modo suggerito da Vittorio Alfieri il quale, a proposito di certe sue ultime cose, scriveva che erano suggerite dall'umor nero del tramonto. Tramonto della vita, beninteso.»
Favole per adulti intinte in un "umor nero" che in Camilleri, attraverso la metafora dei racconti fiabeschi, come ad esempio in quelli che hanno per protagonista il "Cavaliere", si traduce in amare considerazioni sulla condizione umana travagliata dalle ingiustizie sociali e dalla sopraffazione del potere.

## Edizioni
- Andrea Camilleri, Favole del tramonto, 1ª ed., Roma, Edizioni dell'Altana, 2000,  pp. 72[2], ISBN 88-86772-22-X. ISBN 978-88-86772-22-8.